# Willem Frederik Lodewijk Rengers
Willem Frederik Lodewijk Rengers (Den Haag, 28 november 1789 – Zeist, 15 januari 1859) was gouverneur van de provincie Groningen (1830-1850).
Rengers, zoon van Pieter Ulbo baron Rengers en Lucie Jeanette van Limburg Stirum, studeerde Romeins en hedendaags recht aan de Hogeschool van Utrecht, waar hij in 1811 promoveerde.
Hij was onder meer directeur van de belastingen in de provincie Friesland. Daarnaast maakte hij ook een politieke carrière. Hij werd achtereenvolgens lid van Provinciale Staten van Friesland, lid van de Tweede Kamer, gouverneur van de provincie Groningen en lid van de Raad van State. Ook was hij lid van de Edelen van Friesland en kamerheer des Konings.
Hij werd als gouverneur van Groningen in 1850 - vanaf die tijd commissaris des Konings genoemd - opgevolgd door zijn neef van moederszijde Louis Gaspard Adrien graaf van Limburg Stirum.
- Biografisch Portaal: 14338009
- Digitale Bibliotheek voor de Nederlandse Letteren: reng011
- Parlement.com: vg09llqur1ui